# 威爾遜 (伊利諾伊州)
威爾遜（英語：Wilson）是位於美國伊利諾伊州萊克縣的一個鬼鎮。由於此地已於1968年被荒廢，本地已無人居住。

## 地理
威爾遜的座標為42°20′48″N 87°54′22″W / 42.34667°N 87.90611°W，而該地的平均海拔高度為216米（即709英尺）。